# Xenon difluoride
Xenon difluoride là một chất fluorinating mạnh với công thức hóa học XeF2, và một trong những hợp chất xenon ổn định nhất. Giống như hầu hết các chất fluoride vô cơ cộng hóa trị, nó nhạy cảm với độ ẩm. Nó phân hủy khi tiếp xúc với ánh sáng hoặc hơi nước. Xenon difluoride là một chất rắn kết tinh trắng dày đặc.
Nó có mùi khó chịu và áp suất hơi thấp.

## Cấu trúc
Xenon difluoride là một phân tử tuyến tính có độ dài liên kết Xe-F 197,73 ± 0,15 pm ở giai đoạn hơi và 200 pm trong giai đoạn rắn. Sự sắp xếp trong XeF2 rắn cho thấy các nguyên tử flo của các phân tử gần nhau tránh vùng xích đạo của mỗi phân tử XeF2. Điều này đồng nghĩa với việc dự đoán lý thuyết VSEPR, dự đoán rằng có 3 cặp electron không liên kết quanh vùng xích đạo của nguyên tử xenon. 
Ở áp suất cao, có thể thu được các dạng phân tử mới của phân tử xenon difluoride. Dưới áp suất ~ 50 GPa, XeF2 biến thành một chất bán dẫn bao gồm XeF4 liên kết trong một cấu trúc hai chiều, như than chì. Ở áp suất cao hơn, trên 70 GPa, nó trở thành kim loại, tạo thành một cấu trúc ba chiều có chứa XeF 8. Tuy nhiên, một nghiên cứu lý thuyết gần đây đã nghi ngờ về những kết quả thực nghiệm này.